# Claude DeBellefeuille
Claude DeBellefeuille, née le 13 décembre 1963 à Salaberry-de-Valleyfield (Québec), est une travailleuse sociale et femme politique canadienne. Membre du Bloc québécois (BQ), elle est élue à la Chambre des communes à l'occasion des élections fédérales de 2006 dans la circonscription de Beauharnois-Salaberry. Elle perd son siège en 2011, avant de redevenir parlementaire pour Salaberry—Suroît lors des élections fédérales de 2019. À la suite du nouveau redécoupage de 2023, elle est élue en 2025 dans la circonscription de Beauharnois—Salaberry—Soulanges—Huntingdon.

## Biographie
Claude DeBellefeuille est directrice générale du centre d'action bénévole de Valleyfield de 1987 à 2003. Elle est ensuite gestionnaire au Centre de santé et services sociaux de Vaudreuil-Soulanges jusqu'à sa première élection comme députée en 2006. Après sa défaite électorale de 2011, elle retourne à l'exercice de sa profession de travailleuse sociale, mais est engagée en 2012 comme directrice de cabinet de Sylvain Gaudreault, ministre des Affaires municipales, des Régions et de l'Occupation du territoire dans le gouvernement provincial de Pauline Marois. En 2014, elle reprend un poste de gestionnaire en service social jusqu'à sa seconde élection comme députée en 2019.

### Carrière politique
Claude DeBellefeuille se présente et remporte la course à l'investiture du Bloc québécois dans la circonscription fédérale de Beauharnois-Salaberry contre le député sortant Alain Boire. Elle est élue lors des élections en 2006 et en 2008. Après avoir été porte-parole de son parti dans les domaines de l'Agriculture et l'Agro-alimentaire, des Ressources naturelles et du Patrimoine entre 2006 et 2008, elle est nommée whip adjointe (octobre 2008) puis whip en chef (juin 2010 à mai 2011) au sein du Bloc québécois. Elle est défaite en 2011 par la néo-démocrate Anne Minh-Thu Quach. Elle est ensuite candidate défaite du Bloc québécois à l'élection fédérale canadienne de 2015.
Elle est élue députée de Salaberry—Suroît à l'élection fédérale canadienne de 2019 et reprend quelques jours plus tard ses fonctions de whip en chef des députés bloquistes aux Communes. Elle est réélue en 2021.
Lors des élections de 2025, elle est réélue pour un 5e mandat à la Chambre des communes, dans la circonscription redécoupée et renommée Beauharnois—Salaberry—Soulanges—Huntingdon avec 43,9 % de voix et une majorité de plus de 8 000 voix sur le candidat libéral

## Résultats électoraux
|                          | Nom                      | Parti politique          | Voix   | %       | Majorité |
| ------------------------ | ------------------------ | ------------------------ | ------ | ------- | -------- |
|                          | Claude DeBellefeuille    | Bloc québécois           | 29 975 | 47,65 % | 11 293   |
|                          | Marc Faubert             | Libéral                  | 18 682 | 29,7 %  |          |
|                          | Cynthia Larivière        | Conservateur             | 6 116  | 9,72 %  |          |
|                          | Joan Gottman             | NPD                      | 5 024  | 7,99 %  |          |
|                          | Nahed AlShawa            | Vert                     | 1 997  | 3,17 %  |          |
|                          | Alain Savard             | Parti populaire          | 767    | 1,22 %  |          |
|                          | Luc Bertrand             | PIQ                      | 342    | 0,54 %  |          |
| Total des votes valides  | Total des votes valides  | Total des votes valides  | 62 903 | 98 %    |          |
| Total des votes rejetés  | Total des votes rejetés  | Total des votes rejetés  | 1 285  | 2 %     |          |
| Total des votes exprimés | Total des votes exprimés | Total des votes exprimés | 64 188 | 67,02 % |          |
| Électeurs inscrits       | Électeurs inscrits       | Électeurs inscrits       | 95 776 |         |          |

|       | Candidat                      | Parti                | # de voix | % des voix |
|       | Albert De Martin              | Conservateur         | +06 132,  | 9,97 %     |
|       | Claude DeBellefeuille         | Bloc québécois       | +17 452,  | 28,36 %    |
|       | Robert Sauvé                  | Libéral              | +17 955,  | 29,18 %    |
|       | (sortant) Anne Minh-Thu Quach | NPD                  | +18 726,  | 30,43 %    |
|       | Silverado Socrates            | Vert                 | +00867,   | 1,41 %     |
|       | Patricia Domingos             | Forces et Démocratie | +00184,   | 0,3 %      |
|       | Sylvain Larocque              | Indépendant          | +00219,   | 0,36 %     |
| Total | Total                         | Total                | 61 535    | 100 %      |

|       | Candidat                         | Parti          | # de voix | % des voix |
|       | David Couturier                  | Conservateur   | +07 049,  | 12,87 %    |
|       | (sortante) Claude DeBellefeuille | Bloc québécois | +18 182,  | 33,18 %    |
|       | François Deslandres              | Libéral        | +04 559,  | 8,32 %     |
|       | Anne Minh-Thu Quach              | NPD            | +23 998,  | 43,8 %     |
|       | Rémi Pelletier                   | Vert           | +01 003,  | 1,83 %     |
| Total | Total                            | Total          | 54 791    | 100 %      |

|       | Candidat                         | Parti          | # de voix | % des voix |
|       | Dominique Bellemare              | Conservateur   | +10 858,  | 20,21 %    |
|       | (sortante) Claude DeBellefeuille | Bloc québécois | +26 904,  | 50,07 %    |
|       | Maria Lopez                      | Libéral        | +07 995,  | 14,88 %    |
|       | Anne Minh-Thu Quach              | NPD            | +06 214,  | 11,56 %    |
|       | David Smith                      | Vert           | +01 764,  | 3,28 %     |
| Total | Total                            | Total          | 53 735    | 100 %      |